# Світова серія з бейсболу

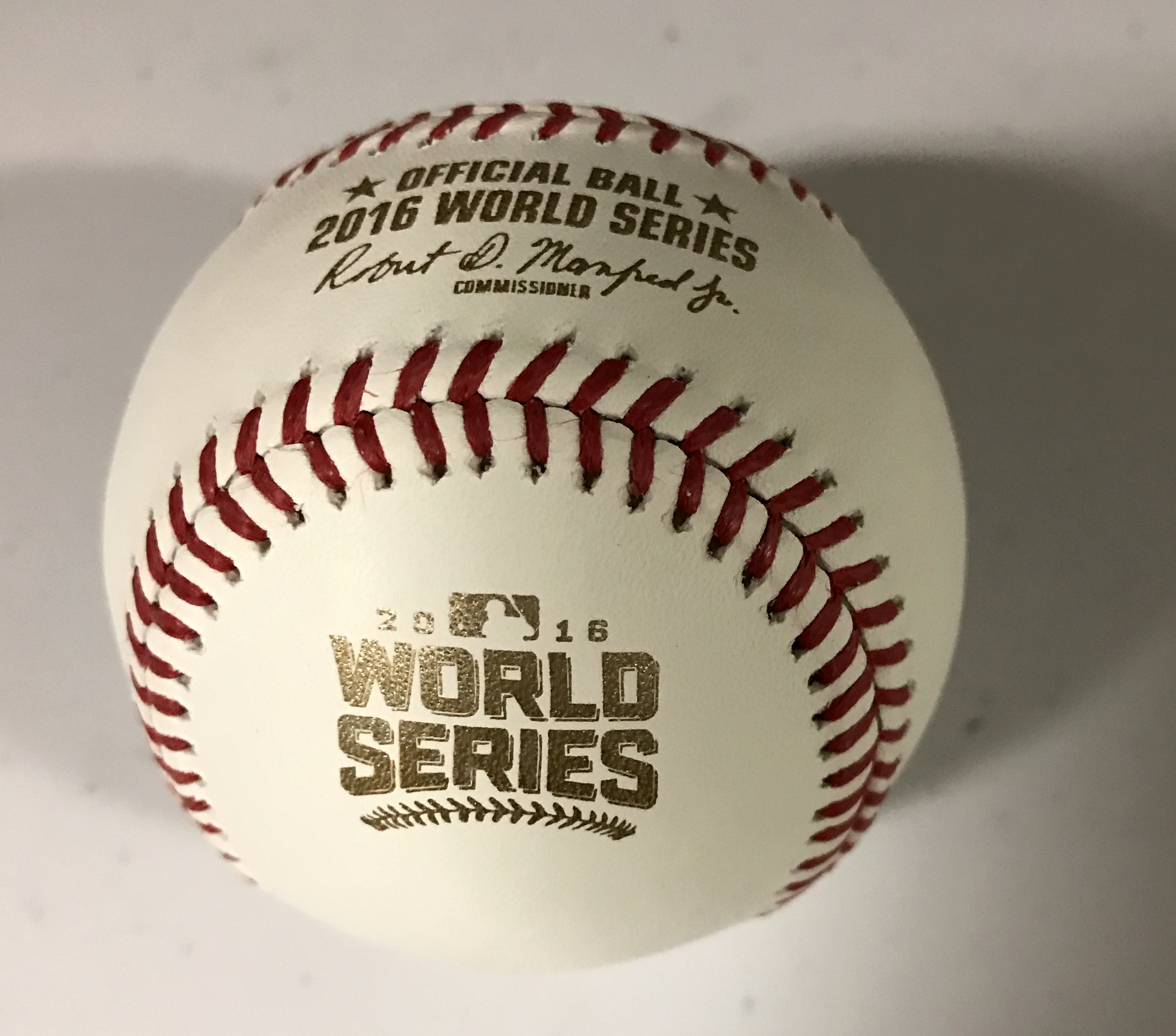
Бейсбольний м’яч

Світова́ се́рія (англ. World series) — фінал чемпіонату Головної бейсбольної ліги. Розігрується між переможцями чемпіонатів Американської бейсбольної ліги й Національної бейсбольної ліги. Грається до чотирьох перемог. Переможець нагороджується кубком Світової серії (англ. World Seriers Trophy). Турнір проводиться постійно з 1903 року. 1904 року фінал не відбувся через відмову чемпіона Американської ліги «Бостон Американс». 1994 року вдруге не розігрували трофей — через страйк бейсболістів. Єдина канадська команда-переможець — «Торонто Блу-Джейс» (1992, 1993)

## Чемпіони
| №  | Команди                 | Кіл. | Сезони | Попередні назви                   |
| -- | ----------------------- | ---- | --- | --------------------------------- |
| 1  | «Нью-Йорк Янкіз»        | 27   | 1923, 1927, 1928, 1932, 1936, 1937, 1938, 1939, 1941, 1943, 1947, 1949, 1950, 1951, 1952, 1953, 1956, 1958, 1961, 1962, 1977, 1978, 1996, 1998, 1999, 2000, 2009 |                                   |
| 2  | «Сент-Луїс Кардиналс»   | 11   | 1926, 1931, 1934, 1942, 1944, 1946, 1964, 1967, 1982, 2006, 2011                                                                                                 |                                   |
| 3  | «Окленд Атлетикс»       | 9    | 1910, 1911, 1913, 1929, 1930, 1972, 1973, 1974, 1989 | «Філадельфія Атлетикс»            |
|    | «Бостон Ред Сокс»       | 9    | 1903, 1912, 1915, 1916, 1918, 2004, 2007, 2013, 2018 |                                   |
| 5  | «Сан-Франциско Джаєнтс» | 8    | 1905, 1921, 1922, 1933, 1954, 2010, 2012, 2014 | «Нью-Йорк Джаєнтс»                |
| 6  | «Лос-Анджелес Доджерс»  | 7    | 1955, 1959, 1963, 1965, 1981, 1988, 2020 | «Бруклін Доджерс»                 |
| 7  | «Цинциннаті Редс»       | 5    | 1919, 1940, 1975, 1976, 1990 |                                   |
|    | «Піттсбург Пайретс»     | 5    | 1909, 1925, 1960, 1971, 1979 |                                   |
| 9  | «Детройт Тайгерз»       | 4    | 1935, 1945, 1968, 1984 |                                   |
| 10 | «Чикаго Кабс»           | 3    | 1907, 1908, 2016 |                                   |
|    | Атланта Брейвз          | 3    | 1914, 1957, 1995 | «Бостон Брейвс», «Мілвокі Брейвс» |
|    | «Балтимор Оріолз»       | 3    | 1966, 1970, 1983 | «Сент-Луїс Браунс»                |
|    | «Міннесота Твінз»       | 3    | 1924, 1987, 1991 | «Вашингтон Сенаторс»              |
|    | «Чикаго Вайт Сокс»      | 3    | 1906, 1917, 2005 |                                   |
| 15 | «Філадельфія Філліз»    | 2    | 1980, 2008 |                                   |
|    | «Клівленд Індіенз»      | 2    | 1920, 1948 |                                   |
|    | «Нью-Йорк Метс»         | 2    | 1969, 1986 |                                   |
|    | «Канзас-Сіті Роялс»     | 2    | 1985, 2015 |                                   |
|    | «Торонто Блу-Джейс»     | 2    | 1992, 1993 |                                   |
|    | «Маямі Марлінс»         | 2    | 1997, 2003 |                                   |
|    | «Х'юстон Астрос»        | 2    | 2017, 2022 |                                   |
| 22 | «Аризона Даймондбекс»   | 1    | 2001 |                                   |
|    | «Лос-Анджелес Ейнджелс» | 1    | 2002 |                                   |
|    | «Вашингтон Нешналс»     | 1    | 2019 |                                   |

## Галерея

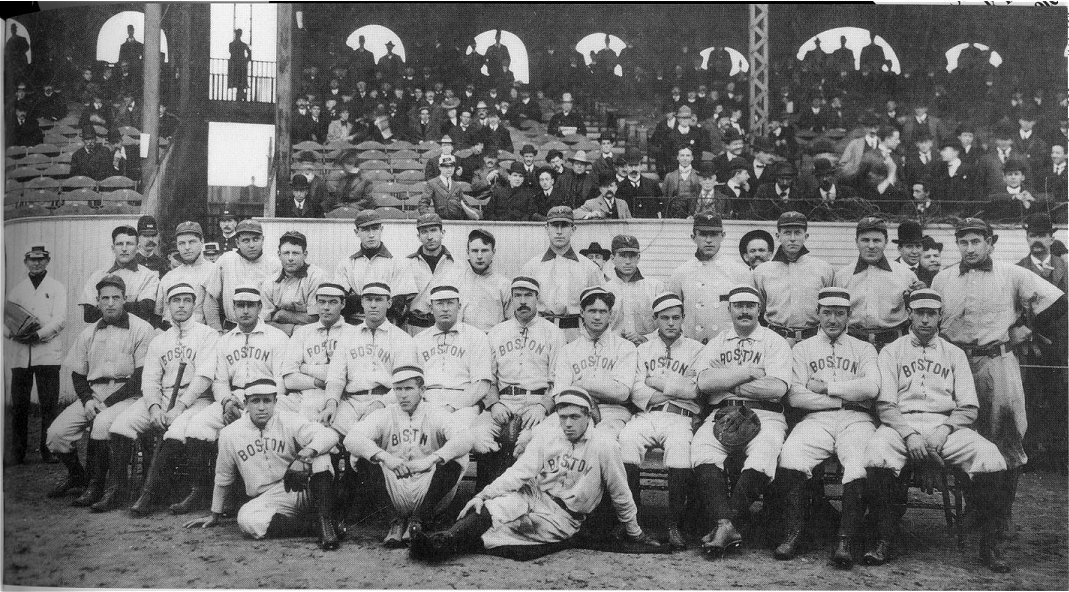
«Бостон Ред Сокс» — переможці 1903 року (перші два ряди). Третій ряд — фіналісти «Піттсбург Пайретс»
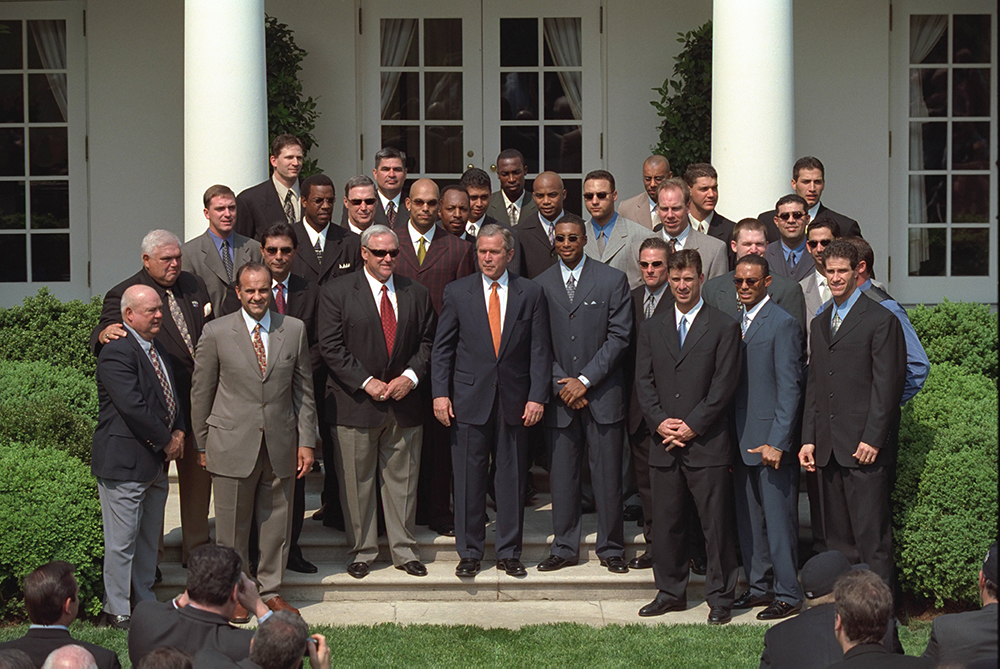
Чемпіони 2000 року «Нью-Йорк Янкіз» разом з Президентом США Джорждем Бушем.
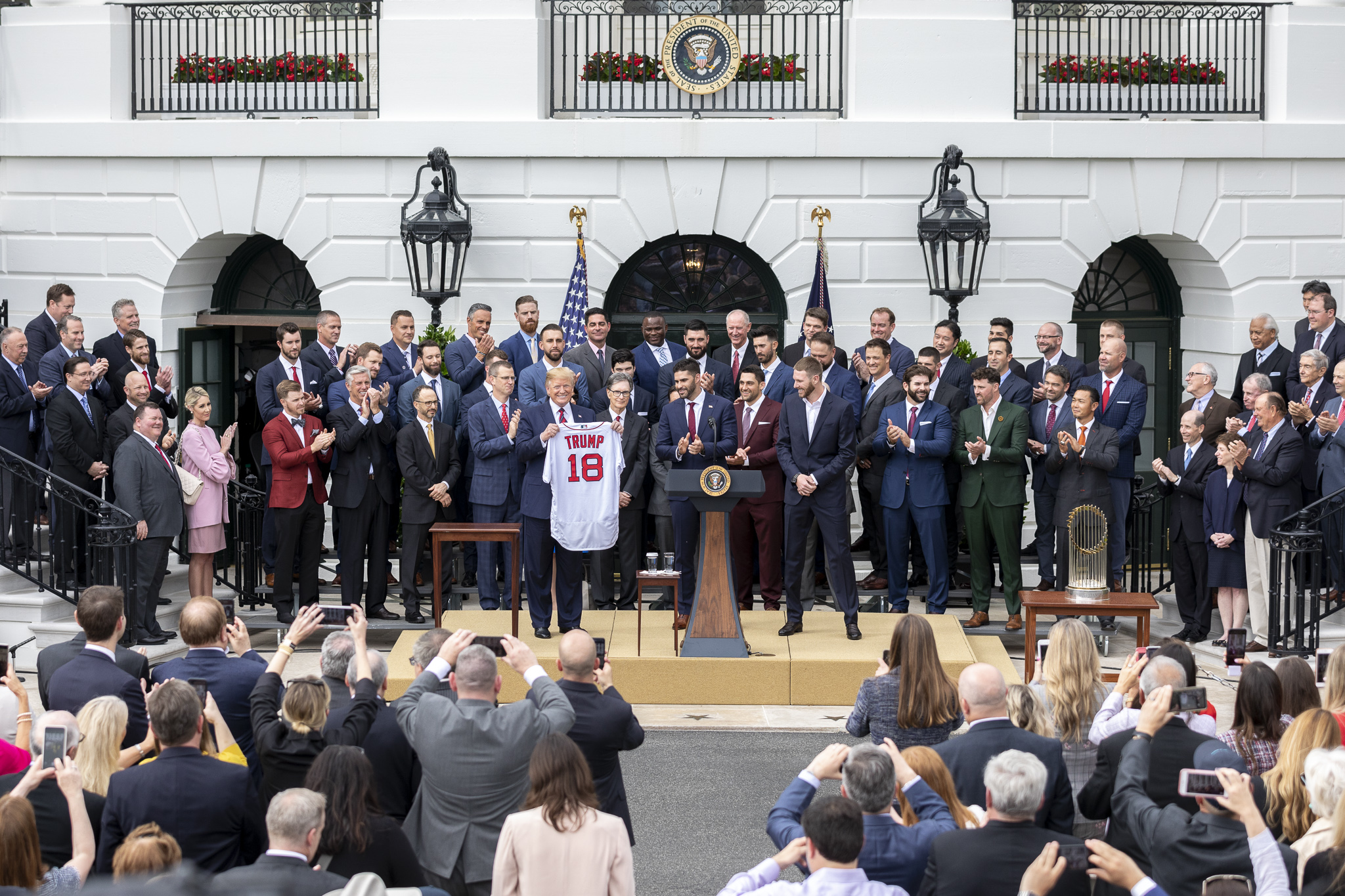
Чемпіони 2018 року «Бостон Ред Сокс»» разом з Президентом США Дональдом Трампом